# Kleindenkmäler in Frankenburg am Hausruck
Die Liste der Kleindenkmäler in Frankenburg am Hausruck listet Kleindenkmäler wie Kapellen, Bildstöcke und Skulpturen in der Gemeinde Frankenburg am Hausruck auf.
| Foto |                 | Baujahr | Name                                            | Standort             | Beschreibung | Metadaten |
| ---- | --------------- | ------- | ----------------------------------------------- | -------------------- | ------------ | --- |
| BW   | Datei hochladen |         | Gerawieser-Kapelle                              | Standort             |              | P84(Architekt): P131(Ort):Frankenburg am Hausruck Region-ISO:AT-4                                                      |
| BW   | Datei hochladen |         | Wolfschläger-Kapelle                            | Standort             |              | P84(Architekt): P131(Ort):Frankenburg am Hausruck Region-ISO:AT-4                                                      |
| BW   | Datei hochladen |         | Wolfenbauer-Kapelle                             | Standort             |              | P84(Architekt): P131(Ort):Frankenburg am Hausruck Region-ISO:AT-4                                                      |
| BW   | Datei hochladen |         | Windhagl-Kapelle                                | Standort             |              | P84(Architekt): P131(Ort):Frankenburg am Hausruck Region-ISO:AT-4                                                      |
| BW   | Datei hochladen |         | Schindleitner-Kapelle                           | Standort             |              | P84(Architekt): P131(Ort):Frankenburg am Hausruck Region-ISO:AT-4                                                      |
| BW   | Datei hochladen |         | Lenzlbauer-Kapelle                              | Standort             |              | P84(Architekt): P131(Ort):Frankenburg am Hausruck Region-ISO:AT-4                                                      |
| BW   | Datei hochladen |         | Johannes-Kapelle                                | Standort             |              | P84(Architekt): P131(Ort):Frankenburg am Hausruck Region-ISO:AT-4                                                      |
| BW   | Datei hochladen |         | Hubertus-Kapelle                                | Standort             |              | P84(Architekt): P131(Ort):Frankenburg am Hausruck Region-ISO:AT-4                                                      |
| BW   | Datei hochladen |         | Hössmüllner-Kapelle                             | Standort             |              | P84(Architekt): P131(Ort):Frankenburg am Hausruck Region-ISO:AT-4                                                      |
| BW   | Datei hochladen |         | Gütlbauer-Kapelle                               | Standort             |              | P84(Architekt): P131(Ort):Frankenburg am Hausruck Region-ISO:AT-4                                                      |
| BW   | Datei hochladen |         | Floriani-Kapelle                                | Standort             |              | P84(Architekt): P131(Ort):Frankenburg am Hausruck Region-ISO:AT-4                                                      |
| BW   | Datei hochladen |         | Binder-Kapelle                                  | Standort             |              | P84(Architekt): P131(Ort):Frankenburg am Hausruck Region-ISO:AT-4                                                      |
| BW   | Datei hochladen |         | Bauern-Kapelle                                  | Standort             |              | P84(Architekt): P131(Ort):Frankenburg am Hausruck Region-ISO:AT-4                                                      |
| BW   | Datei hochladen |         | Barbara-Kapelle                                 | Standort             |              | P84(Architekt): P131(Ort):Frankenburg am Hausruck Region-ISO:AT-4                                                      |
| BW   | Datei hochladen |         | Adambauer-Kapelle                               | Standort             |              | P84(Architekt): P131(Ort):Frankenburg am Hausruck Region-ISO:AT-4                                                      |
| BW   | Datei hochladen |         | Gstöttenbauer-Kapelle                           | Standort             |              | P84(Architekt): P131(Ort):Frankenburg am Hausruck Region-ISO:AT-4                                                      |
| BW   | Datei hochladen |         | Mairinger-Kapelle                               | Standort             |              | P84(Architekt): P131(Ort):Frankenburg am Hausruck Region-ISO:AT-4                                                      |
| BW   | Datei hochladen |         | Brenneis-Kapelle                                | Standort             |              | P84(Architekt): P131(Ort):Frankenburg am Hausruck Region-ISO:AT-4                                                      |
| BW   | Datei hochladen |         | Höckner-Kapelle                                 | Standort             |              | P84(Architekt): P131(Ort):Frankenburg am Hausruck Region-ISO:AT-4                                                      |
| ja   | Datei hochladen | 1904    | Gruft Frein                                     | Standort             |              | P84(Architekt):Alexander Wielemans von Monteforte, Matthäus Schlager P131(Ort):Frankenburg am Hausruck Region-ISO:AT-4 |
| ja   | Datei hochladen |         | Hl. Florian                                     | Standort             |              | P84(Architekt): P131(Ort):Frankenburg am Hausruck Region-ISO:AT-4                                                      |
| BW   | Datei hochladen |         | Bergmannsdenkmal                                | Standort             |              | P84(Architekt): P131(Ort):Frankenburg am Hausruck Region-ISO:AT-4                                                      |
| BW   | Datei hochladen |         | Christophorus bei der Brücke über die Redl      | Standort             |              | P84(Architekt): P131(Ort):Frankenburg am Hausruck Region-ISO:AT-4                                                      |
| BW   | Datei hochladen |         | Bildstock beim Päun                             | Standort             |              | P84(Architekt): P131(Ort):Frankenburg am Hausruck Region-ISO:AT-4                                                      |
| BW   | Datei hochladen |         | Bildstock beim Karrer                           | Standort             |              | P84(Architekt): P131(Ort):Frankenburg am Hausruck Region-ISO:AT-4                                                      |
| BW   | Datei hochladen |         | Bildstock in Klanigen                           | Standort             |              | P84(Architekt): P131(Ort):Frankenburg am Hausruck Region-ISO:AT-4                                                      |
| BW   | Datei hochladen |         | Bildstock in Unterhaselbach                     | Standort             |              | P84(Architekt): P131(Ort):Frankenburg am Hausruck Region-ISO:AT-4                                                      |
| BW   | Datei hochladen |         | Hössmüllner-Bildstock                           | Standort             |              | P84(Architekt): P131(Ort):Frankenburg am Hausruck Region-ISO:AT-4                                                      |
| BW   | Datei hochladen |         | Brunnen von Maria Moser am Friedhof             | Standort             |              | P84(Architekt): P131(Ort):Frankenburg am Hausruck Region-ISO:AT-4                                                      |
| ja   | Datei hochladen |         | Kriegerdenkmal HERIS-ID: 75372 Objekt-ID: 88861 | Hauptstraße Standort |              | P84(Architekt): P131(Ort):Frankenburg am Hausruck Region-ISO:AT-4                                                      |
| ja   | Datei hochladen |         | Marktbrunnen HERIS-ID: 75370 Objekt-ID: 88859   | Marktplatz Standort  |              | P84(Architekt): P131(Ort):Frankenburg am Hausruck Region-ISO:AT-4                                                      |
| BW   | Datei hochladen |         | Stalingrad-Denkmal                              | Standort             |              | P84(Architekt): P131(Ort):Frankenburg am Hausruck Region-ISO:AT-4                                                      |